# 菜乃花
菜乃花（日语：なのか，1989年7月7日—）是一名日本女寫真偶像，隸屬於FITONE。其本名暫未公布。

## 生平
菜乃花出生於廣島縣福山市。她的名字「なのか（七夕）」來自生日7月7日。
身高：160公分，血型：B型，三圍：90-58-86，胸圍：I罩杯。
她於2011年在Gravure JAPAN上首次亮相。

## 作品

### DVD
- もぎたてナノカ（2011年12月15日、Line Communications（日语：ラインコミュニケーションズ））
- セカンドラブ（2012年3月23日、E-NET FRONTIER（日语：イーネット・フロンティア））
- d-BOMB「なのかっぷる」（2013年2月27日、學研M文庫（日语：学研プラス））
- 恋、菜乃花。（2014年8月29日、彩文館出版（日语：彩文館出版））
- ふわふわキッス（2014年12月18日、同業公會（日语：ギルド (曖昧さ回避)））
- ふわふわキッス2（2015年4月23日、同業公會）
- ナナナナなのか（2015年9月25日、エアーコントロール）
- 彼女がグラドル（2015年11月25日、鱷魚書社（日语：ワニブックス））
- 自主トレ……なのか!?（2016年3月25日、鱷魚書社）
- 君と一緒に（2016年6月20日、Line Communications）
- 愛、菜乃花。（2016年12月23日、エスデジタル（日语：ラインコミュニケーションズ））
- なの想い（2017年8月23日、E-NET FRONTIER）
- Trust（2017年12月22日、スパイスビジュアル（日语：イーネット・フロンティア））

### 寫真集
- nanoka（2015年12月12日、鱷魚書社（日语：ワニブックス）、攝影：西田幸樹（日语：西田幸樹））ISBN 978-4847048005
- マジなの(AKITA DXシリーズ)（2017年4月20日、秋田書店、攝影：上野勇（日语：上野勇））ISBN 978-4253110839
- 原寸大おっぱい図鑑（2017年8月2日、寫真：須崎祐次、一迅社 ISBN 978-4758015677）[7] - Iカップ代表、表紙：菜乃花のおっぱい[8]。

## 外部連結
- 公式プロフィール - フィットワン
- 菜乃花的X（前Twitter）
- 菜乃花的Instagram帳戶